# Große Raupenfliege
Die Große Raupenfliege (Tachina grossa) ist eine Art der zu den Zweiflüglern gehörenden Raupenfliegen. Sie ist in Europa und Asien verbreitet und ihre Larven entwickeln sich in den Raupen verschiedener Schmetterlinge, vor allem Vertreter der Glucken.

## Merkmale
Die Körperlänge beträgt 15–20 mm. Es handelt sich um die größte Raupenfliegen-Art Europas, außerhalb Europas kommen noch weitere ähnlich große Arten vor. Die Fliegen haben einen gedrungenen Körperbau. Sie sind schwarz gefärbt und auch schwarz behaart. Der Kopf ist jedoch gelb behaart. Durch die Größe und die schwarz-gelbe Färbung ergibt sich ein sehr charakteristisches Erscheinungsbild. Die Flügel sind an der Basis gelb gefärbt, ansonsten glasig durchscheinend. Die Augen sind rötlichbraun bis dunkelbraun gefärbt, auch die Antennen heben sich mit ihrer braunen Färbung vom ansonsten gelben Kopf ab.

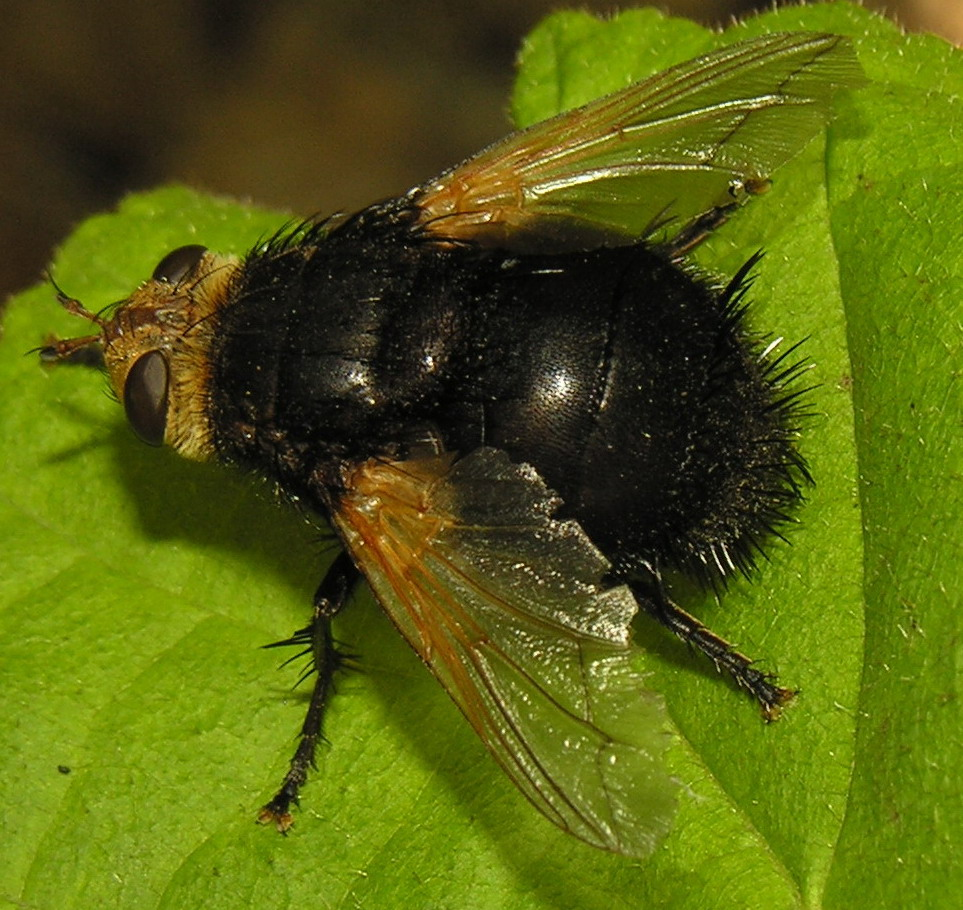
Exemplar von oben betrachtet (dorsale Sicht)
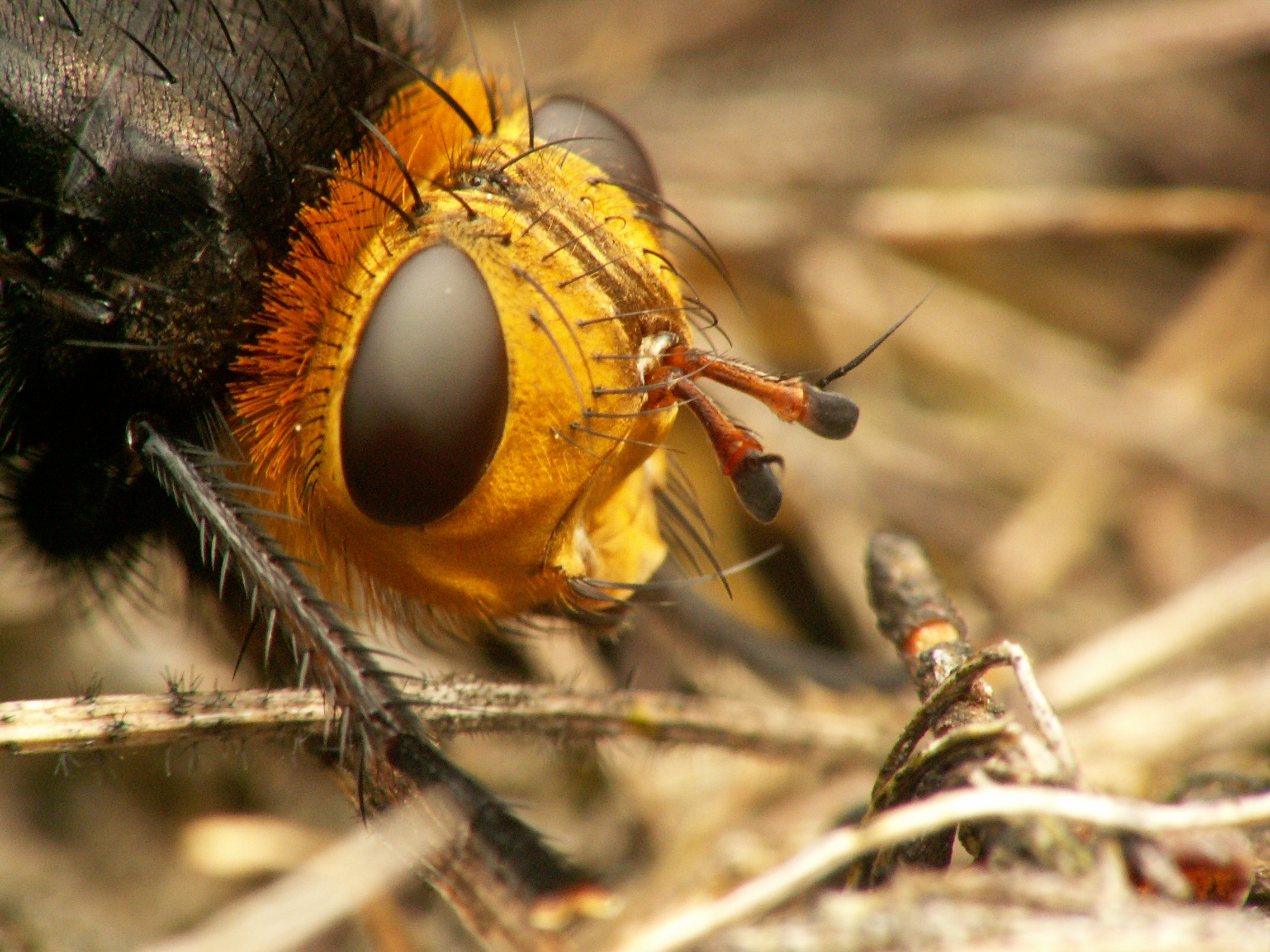
Kopf in einer Nahaufnahme
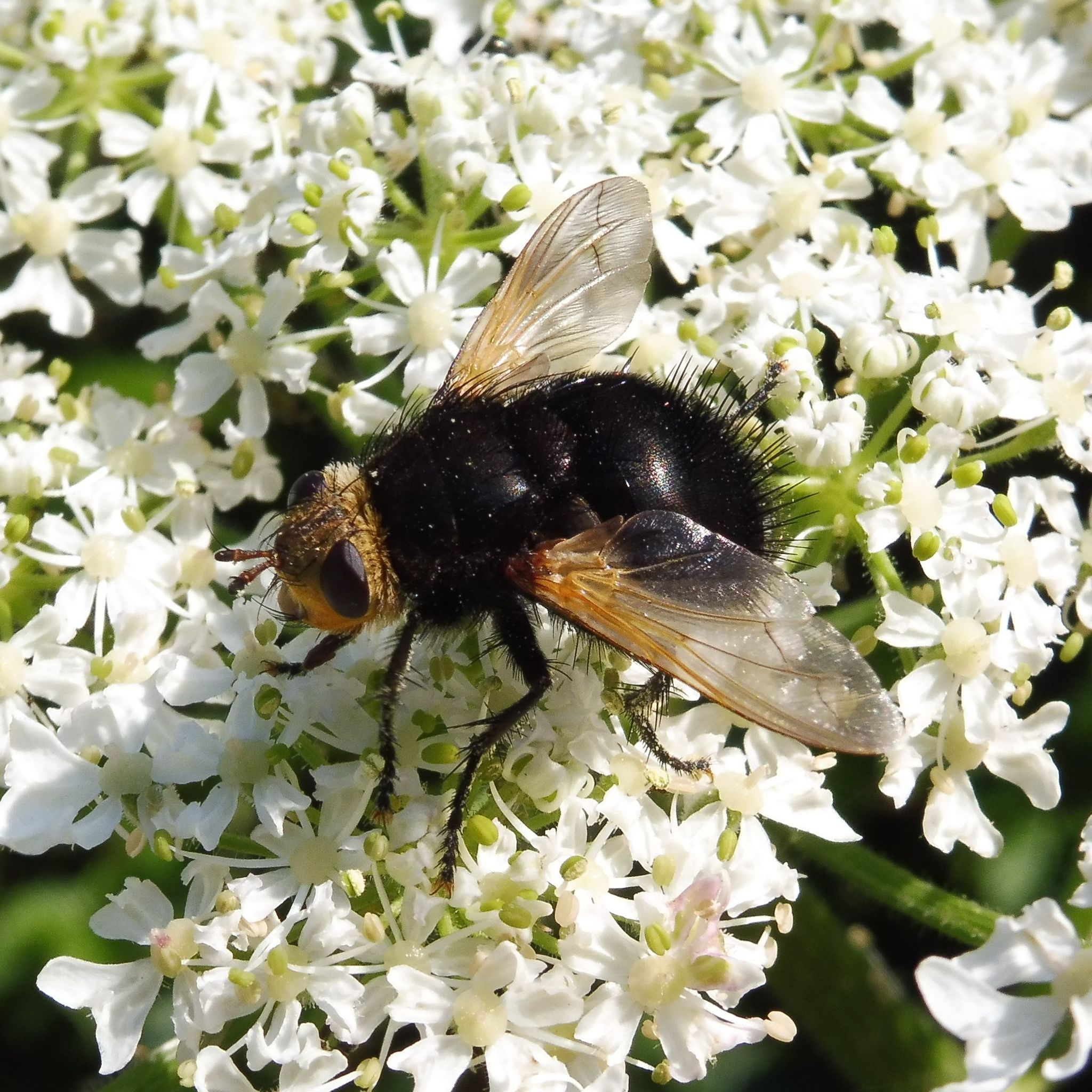
Die Imagines sitzen häufig auf Blüten

## Verbreitung
Die Art ist in Eurasien verbreitet. Im Südwesten reicht das Verbreitungsgebiet bis auf die Iberische Halbinsel, hier fehlt die Art aber in der südlichen Hälfte Spaniens. Im Nordwesten reicht das Verbreitungsgebiet bis auf die Britischen Inseln, hier kommt die Art fast überall vor. Im Norden reicht das Areal bis ins mittlere Fennoskandinavien. In Norwegen werden die südlichen Küstengebiete besiedelt, in Schweden und Finnland lebt die Art bis zum Norden des Bottnischen Meerbusen. Im Nordosten reicht das Areal bis zum Baikalsee im östlichen Russland. Die nördlichsten Punkte werden dabei im Autonomen Kreis der Chanten und Mansen im Westsibirischen Tiefland erreicht. Weiter südlich kommt die Art auch im Osten Kasachstans vor und in der Mongolei. Im Südosten des Verbreitungsgebiets sind Funde aus dem Kaukasus und aus Griechenland bekannt. Im zentralen Süden kommt die Art bis Sizilien vor. Im zentralen Europa gibt es große Verbreitungslücken, die Art wird in Europa meistens unweit der Küsten nachgewiesen. Eine große Verbreitungslücke erstreckt sich vom zentralen Frankreich über Deutschland und die Schweiz bis nach und inklusive Osteuropa. Hier wurde die Art nur vereinzelt nachgewiesen, so in Luxemburg, am Oberrheingraben, in Franken, Südtschechien, Kroatien, Polen und Belarus. In Norddeutschland und im Alpenvorland wird die Art dagegen regelmäßig gefunden.

## Lebensraum
Die Große Raupenfliege lebt in lichten Wäldern, an Waldrändern, auf Lichtungen oder in Heiden. Es wurde auch über das Vorkommen in trockenen offenen Wiesen, Mooren und Gärten berichtet.

## Lebensweise
Die Imagines erscheinen im Juli und August, aber meist vereinzelt. Seltener wird die Art auch im Juni oder September gefunden.
Weibchen der Großen Raupenfliege legen ihre schlupfreifen Eier auf den Körper der Wirtsraupen. Die frisch geschlüpften Larven bohren sich schließlich in den Körper der Raupen. Sie atmen durch eine Öffnung in der Haut der Raupen. Die erwachsenen Larven bohren sich schließlich durch die Haut der Wirtsraupen nach außen und verpuppen sich in der Nähe. Parasitiert werden Raupen verschieden großer Schmetterlinge, vor allem der Brombeerspinner (Macrothylacia rubi) und Eichenspinner (Lasiocampa quercus), aber auch der Kiefernschwärmer (Hyloicus pinastri) und der Kiefernspinner (Dendrolimus pini). Bei den meisten Wirtsarten handelt es sich um Vertreter der Glucken. Die Raupen sterben durch den Entwicklungsprozesses der Tachina-Larven.
Die adulten Fliegen ernähren sich von Pollen und Nektar. Pro Jahr gibt es nur eine Generation, in Südeuropa treten möglicherweise aber auch zwei Generationen auf.

## Taxonomie
Die Art wurde 1758 von Carl von Linné als Musca grossa erstbeschrieben. Ein weiteres Synonym lautet Echinomyia grossa (Linnaeus, 1758).